# Dohrniphora perpendicularis
Dohrniphora perpendicularis är en tvåvingeart som beskrevs av Giar-Ann Kung och Brown 2005. Dohrniphora perpendicularis ingår i släktet Dohrniphora och familjen puckelflugor. Inga underarter finns listade i Catalogue of Life.